# Donja Gračanica
Donja Gračanica je naseljeno mjesto u sastavu općine Zenice, Federacija Bosne i Hercegovine, BiH. Nalazi se na istočnoj obali rijeke Bosne, uz cestu M110/M17, nasuprot zeničke željezare.

## Upravna organizacija
Godine 1981. pripojena je naselju Zenici (Sl.list SRBiH 28/81 i 33/81)

## Povijest
Područje Donje Gračanice naseljeno je još u prapovijesti. Nađeni su arheološki nalazi na Humu i Bircu.

## Stanovništvo
Prema popisu 1981. ovdje su živjeli:
- Muslimani - 1314
- Hrvati - 206
- Srbi - 82
- Jugoslaveni - 120
- ostali i nepoznato - 3
- UKUPNO: 1725